# Недим, Мамут Мурадович
Маму́т Мура́дович Неди́м (крымскотат. Mamut Murad oğlu Nedim, Мамут Мурад огълу Недим, 1893, Карасубазар, Таврическая губерния — 17 апреля 1938, Симферополь) — советский крымскотатарский журналист, партийный и государственный деятель. Редактор газеты «Енъи дунья». Нарком просвещения Крымской АССР (1928—1929). Репрессирован.

## Биография
Родился в 1893 году в Карасубазаре. Окончил школу, на средства благотворительного общества был отправлен в Турцию для продолжения обучения. Закончил духовную семинарию в Бурсе, закончил Высшую экономическую школу в Берлине. Летом 1920 года вместе с Бекиром Чобан-Заде через Стамбул вернулся в Крым. В ноябре 1920 года принят в ряды ВКП(б). Был назначен редактором газеты «Енъи дунья», в этой должности был до февраля 1928 года. Кроме того редактировал журналы «Енъи Чолпан» и «Илери». Выступал как публицист, на страницах газеты «Енъи дунья» под псевдонимом «Керчли Мебсюсе» вел постоянную театральную хронику.
В 1922 году во время голода в Крыму в Анкару для поиска помощи были направлены Асан Айвазов и Мамут Недим, встретившиеся с Мустафой Ататюрком. По решению турецких властей был создан комитет помощи голодающим Крыма. Турецкие губернаторы организовали комитеты по сбору пожертвований на местах.
Мамут Недим был одним из деятелей крымскотатарского культурного строительства в Крыму, последовательно проводил политику коренизации, развития просвещения и национального языка. Был делегатом Всесоюзного съезда.
Нарком просвещения Крымской АССР с марта 1928 года, после смещения и исключения из партии Усеина Балича. На посту успел сделать немногое, так как его деятельность приходится на период начала кампании по выявлению и борьбы против «чуждых элементов» и «врагов» по социальному происхождению, проведения «твердого большевистского курса», решительной борьбы с чуждыми «идеологическими элементами и настроениями». В протоколе заседания комиссии КрымЦИКа по проверке работы наркомпроса от 17 октября 1929 года по результатам которой он был снят, отмечено : «Нарком по просвещению очень культурный человек. Внимание свое концентрировал главным образом по издательской линии, в связи с которой и проводилась национальная политика» — зам наркома Щепотьев. «Не ставил вопросов дифференциации национальной интеллигенции. Отношение к националистической интеллигенции — покровительственное» — заведующий учебно-методическим центром Овсейчук. «Мамут Недим националистов не увольнял, а наоборот устраивал Герай-бай, Ипчи и других» — старший инспектор Карницова. В протоколе имеется объяснение М. Недима — «работники в том числе и национальные подбирались не мною одним, а аппаратом в целом. У. Ипчи считаю советски настроенным человеком». Мамут Недим подвергался нападкам за «открытую защиту Чобан-заде», его обвиняли в том, что он не оказывал помощи и контроля Союзу писателей, созданном при журнале «Илери», пропустил в журнале антисоветчину в публикации Б. Чобан-заде, не встретил делегацию писателей из Татарстана на должном уровне и т. д..
Комиссия КрымЦИКа рекомендовала снять его с должности наркома просвещения, вынесла строгий выговор. Был послан на низовую работу. С февраля 1930 года М. Недим работал в Москве научным сотрудником НИИ национального строительства.
26 мая 1937 года был арестован в Симферополе по так называемому «делу Самединова», в ходе которого, в результате фабрикации масштабного «национального» политического процесса 1937—1938 годов, были уничтожены многие представители крымскотатарской интеллигенции. 17 апреля 1938 года был приговорен к расстрелу. 14 июня 1958 года был реабилитирован.